# António Pinto Ribeiro
António Pinto Ribeiro (Lisboa) é um estudioso português e professor universitário. O seu estudo incide sobre as Teorias das Culturas e a Estética, a Programação Cultural e Artística.
Tendo vivido em diversos países africanos e europeus, é conferencista de várias universidades nacionais e internacionais.
 
É autor de obras de história de arte, de ensaio e de um romance e também de traduções.

## Obras do autor
- História da Dança, em co-autoria com José Sasportes (1991);
- Dança temporariamente contemporânea (1994);
- Por exemplo a cadeira : ensaio sobre as artes do corpo (1997);
- Corpo a corpo : possibilidades e limites da crítica (1997);
- Ser feliz é imoral? : ensaios sobre cultura, cidades e distribuição (2000);
- Melancolia : notas de viagem (2003);
- Arte dos artistas = Artist's arte (2003);
- Abrigos : condições das cidades e energia da cultura (2004);
- Máquinas de cena = scene machines : O Bando (2005);
- À procura da escala : cinco exercícios disciplinados sobre cultura contemporânea (2009);
- É Março e é Natal em Ouagadougou : livro de viagens (2010);
- Questões permanentes (2011).